# Mosweu
Mosweu – wieś w Botswanie w dystrykcie Central. Według spisu ludności z 2011 roku wieś liczyła 397 mieszkańców.